# Zeměměřič

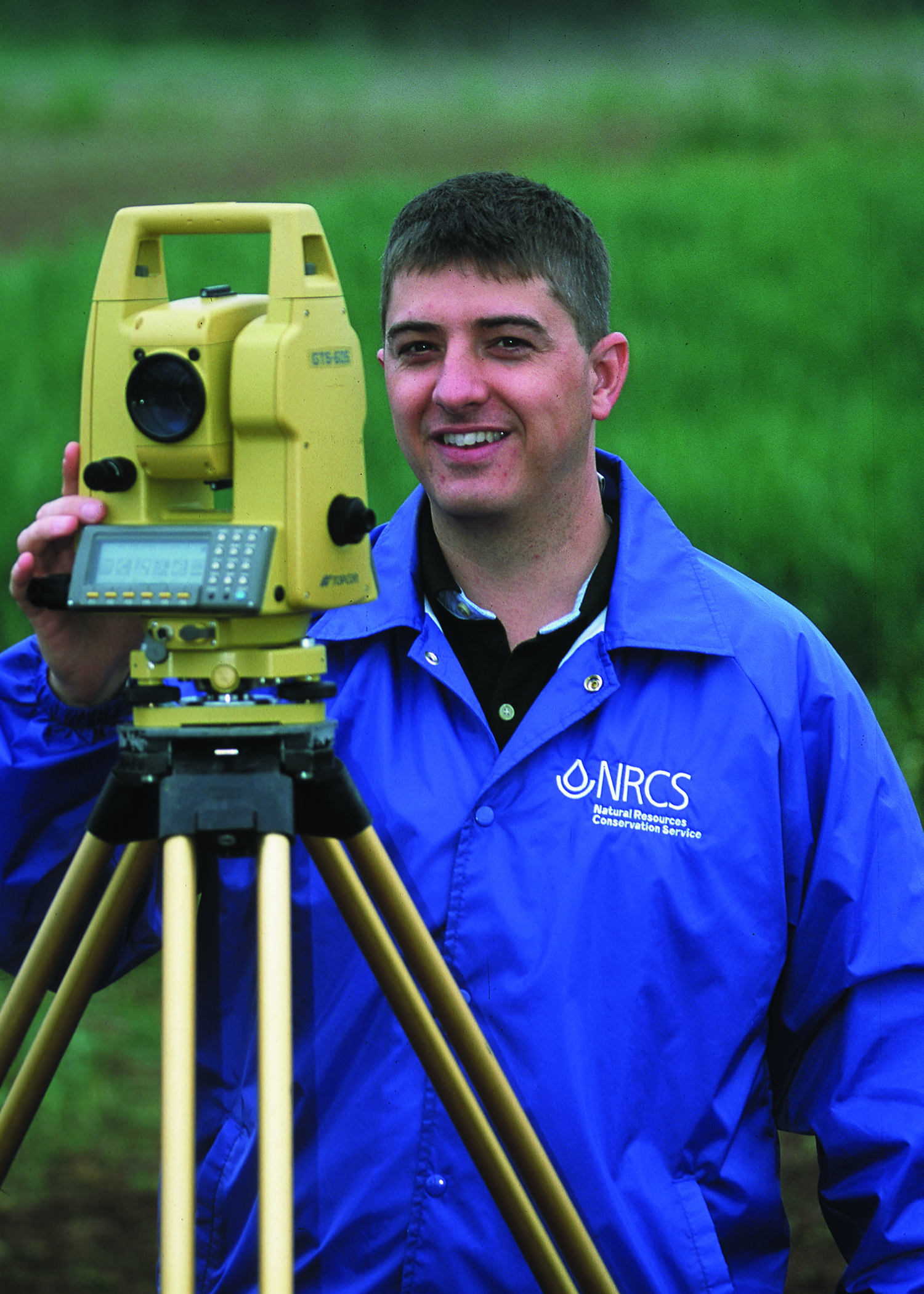
Zeměměřič při měření s totální stanicí

Zeměměřič (geodet, zastarale také geometr – z německého Geodät, Geometer) je odborný pracovník, zabývající se měřením (a zobrazením výsledků tohoto měření) částí povrchu zemského a objektů na něm. Jeho prací tedy není věda zeměměřictví, ale praktické zeměměřičství.
V Česku je zeměměřič absolvent střední průmyslové školy ve studijním oboru geodézie a katastr nemovitostí (nejčastěji na Střední průmyslové škole zeměměřické a Geografickém gymnáziu Praha) a nebo vysoké školy v oboru geodézie a kartografie.
Výraz zeměměřič se skládá ze slov Země a měřit, proto je jeho význam „ten, který měří Zemi“. V laické veřejnosti se používá místo slova zeměměřič i termínu geometr. Mezi odborníky je zaměnitelný i termín geodet, který však přísně vzato spíše odkazuje na vědní obor geodézie. (obdoba: lékař-medik, zeměměřič-geodet). V období starověkého Říma se užívalo pojmu agrimensor (latinsky). Počátek oboru geodézie (zeměměřictví) se klade do období vzniku a rozvoji egyptských civilizací: druhé tisíciletí př. n. l.

## Úlohy
- Zaměření, tj. získávání souřadnic měřením v terénu a výpočty
- Vytyčení, tj. vyznačování známých souřadnic v terénu
  - měření a zobrazení částí (pozemků) povrchu zemského pro účely katastru nemovitostí. Zpracování výsledků se děje v souřadnicovém systému (v ČR závazný S-JTSK = systém Jednotné trigonometrické sítě katastrální). Nejčastějším výsledkem prací pro katastr nemovitostí je geometrický plán a vytyčení hranic pozemků.
  - zaměřovací a zobrazovací práce pro účely stavebnictví a investiční výstavby. Jedná se např. o zaměřování inženýrských sítí, vytyčování stavebních objektů před stavbou, měření sedání a mikropohybů staveb, měření a výpočet vytyčovacích sítí.
  - měření
    - trigonometrických bodů
    - bodů podrobného polohového bodového pole
    - zhušťovacích bodů
    - nivelačních bodů

## Úřední ověření
Veškeré výsledky zeměměřické činnosti v České republice musí být ze zákona ověřeny, že svými náležitostmi a přesností odpovídají právním předpisům. Toto ověření je stvrzeno kulatým razítkem úředně oprávněného zeměměřického inženýra a zapsáním osoby na seznam zeměměřičů. Oprávnění uděluje Český úřad zeměměřický a katastrální na základě úspěšně složené zkoušky. U vojáků z povolání uděluje toto oprávnění Ministerstvo obrany České republiky. Uchazeč musí mít vysokoškolské vzdělání zeměměřického zaměření a praxi v oboru minimálně pět let.
V roce 2023 se situace kolem úředního ověření změnila - nově bude se vznikem České komory zeměměřičů úřední ověření kulatým razítkem dávat autorizovaný zeměměřický inženýr.